# 鮑威爾鎮區 (科曼奇縣)
鮑威爾鎮區為位在美國堪薩斯州科曼奇縣的鎮區。2010年美国人口普查中該鎮區人口有82人。

## 地理
鮑威爾鎮區涵蓋面積186.17平方（71.88平方英里），境內擁有一座城鎮：威爾莫爾。

### 墓園
根據美國地質調查局的資料，此鎮區僅有1座墓園：
- 鮑威爾鎮區墓園（Powell Township Cemetery）

### 溪流
通過此鎮區的溪流有：
- 鄧拉普溪（Dunlap Creek）
- 吉姆溪（Jim Creek）
- 斯凱爾頓溪（Skelton Creek）
- 斯普林溪（Spring Creek）

## 人口統計
根據2010年美國人口普查，鮑威爾鎮區人口有82人，人口密度為0.44人/平方公里。種族方面，100%為白人；0%為非裔美洲人；0%為美洲原住民；0%為亞洲人；0%為太平洋島民；0%為其他種族；另外有0%為兩個或以上的種族。而西班牙裔美國人或拉丁美洲人佔該鎮區人口的0%。

## 外部連結
- US-Counties.com
- City-Data.com （页面存档备份，存于）